# Stagetus ferreri
Stagetus ferreri is een keversoort uit de familie klopkevers (Anobiidae). De wetenschappelijke naam van de soort is voor het eerst geldig gepubliceerd in 1994 door Español.